# Theodor Adler
Theodor Adler (* 3. März 1813 in Kistritz; † 17. September 1883 in Halle (Saale)) war ein deutscher Altphilologe und Gymnasiallehrer.

## Leben
Als Sohn des Kistritzer Pastors kam Adler 1824 nach Schulpforta. Von 1830 bis 1833 studierte er an der Universität Leipzig bei Gottfried Hermann Philologie. Das letzte Studienjahr verbrachte er an der Königlichen Universität zu Greifswald bei dem Altphilologen Georg Friedrich Schömann. Im Herbst 1834 bestand er das Examen pro facultate docendi vor der wissenschaftlichen Prüfungskommission zu Berlin.
Ab Neujahr 1835 unterrichtete er am Marienstiftsgymnasium in Stettin. Ostern 1835 wurde er in das mit der Schule verbundene pädagogische Seminar aufgenommen. In Neustettin erhielt er Ostern 1837 die 2. ordentliche Lehrerstelle am Königlichen Fürstin-Hedwig-Gymnasium. Nach sechs Jahren wurde er zum Oberlehrer ernannt. Michaelis 1847 wurde er als Prorektor an das Gymnasium Anklam versetzt. Ab Neujahr 1852 war er Direktor des Königlichen Gymnasiums Köslin. Den 1855 ergangenen Ruf, die Leitung des höheren Schulwesens im Großherzogtum Sachsen-Weimar-Eisenach zu übernehmen, lehnte er ab. Ostern 1861 wurde er Direktor des Collegium Fridericianum in Königsberg. Die Franckeschen Stiftungen im heimatlichen Halle beriefen ihn im Herbst 1863 als Kondirektor und Inspektor der Pensionsanstalt. Im Alter von 65 Jahren wurde er im Herbst 1878 Direktor der Franckeschen Stiftungen. Am 15. Dezember 1878 erlitt er einen Schlaganfall. Wegen der eingetretenen Halbseitenlähmung musste er um seine Pensionierung ersuchen.

## Veröffentlichungen
- Eine Überarbeitung der Pideritschen Ausgabe von Cicero „de oratore“.
- Adversarien zur lateinischen Grammatik. Cöslin 1839.[3]
- De P. Ovidii Nasonis, quae fertur, Consolatione ad Liviam Augustam de morte Drusi Neronis, filii ejus. Anklam 1851.[4]
- Antrittsrede als Direktor. Cöslin 1852.[5]
- Rede, gehalten bei der Einführung als Kondirektor. Halle 1864.[6]
- Locos quosdam librorum I et II Ciceronis de orator e vel emendavit vel illustravit. Halle 1869.[6]

## Ehrungen
- Adler der Ritter des Königlichen Hausordens von Hohenzollern (1855)[2]
- Dr. phil. h. c. der Friedrichs-Universität Halle (Juni 1867)[2]
- Roter Adlerorden 4. Klasse (1876)[2]
- Roter Adlerorden 3. Klasse mit der Schleife (zur Pensionierung)[2]